# سالم (هند)
شهر سالم (به انگلیسی: Salem) با جمعیت ۸۳۱٬۰۳۸ نفر (در سال ۲۰۱۱) در ایالت تامیل نادو در کشور هند واقع شده‌است.

## نگارخانه

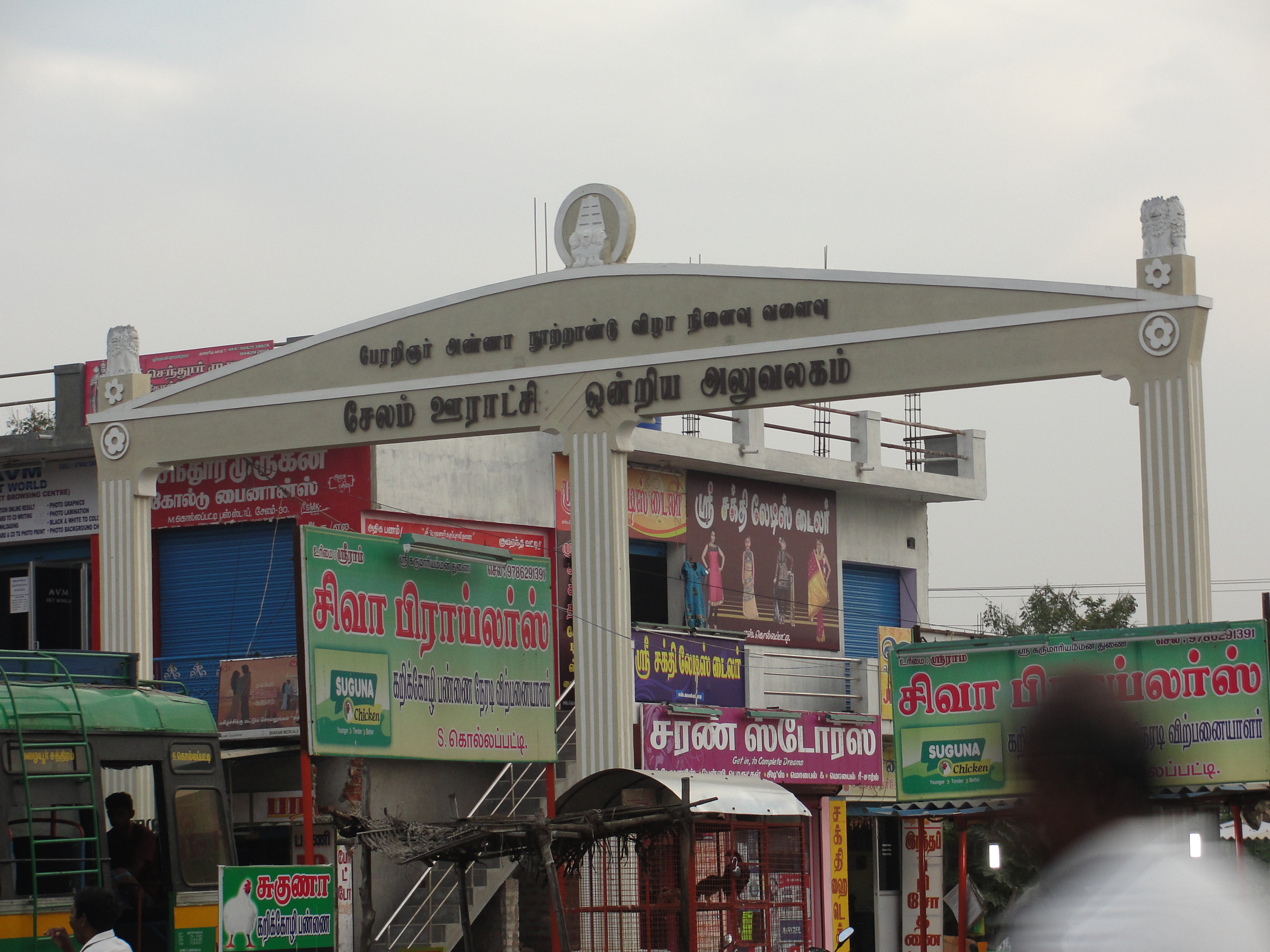
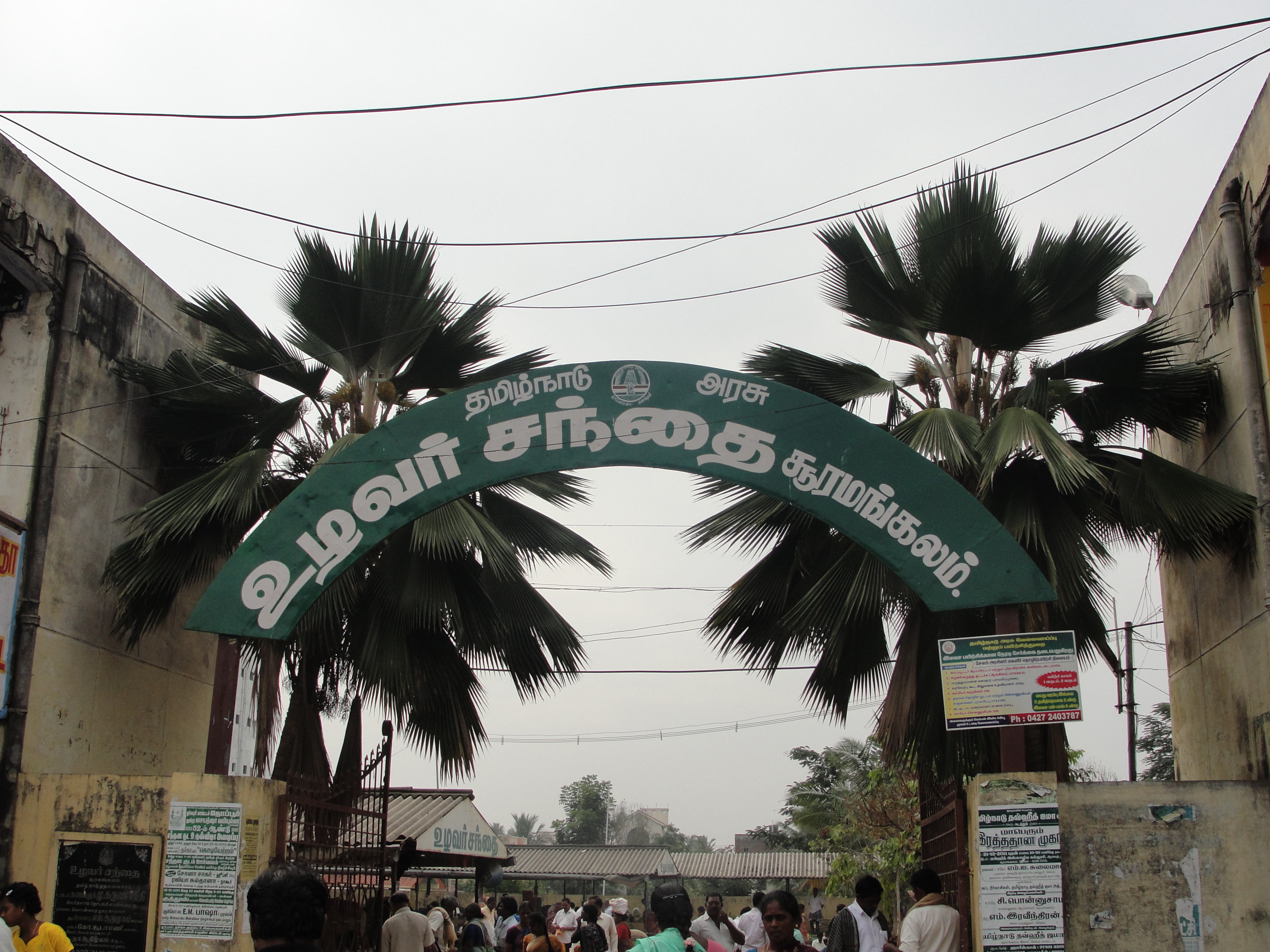
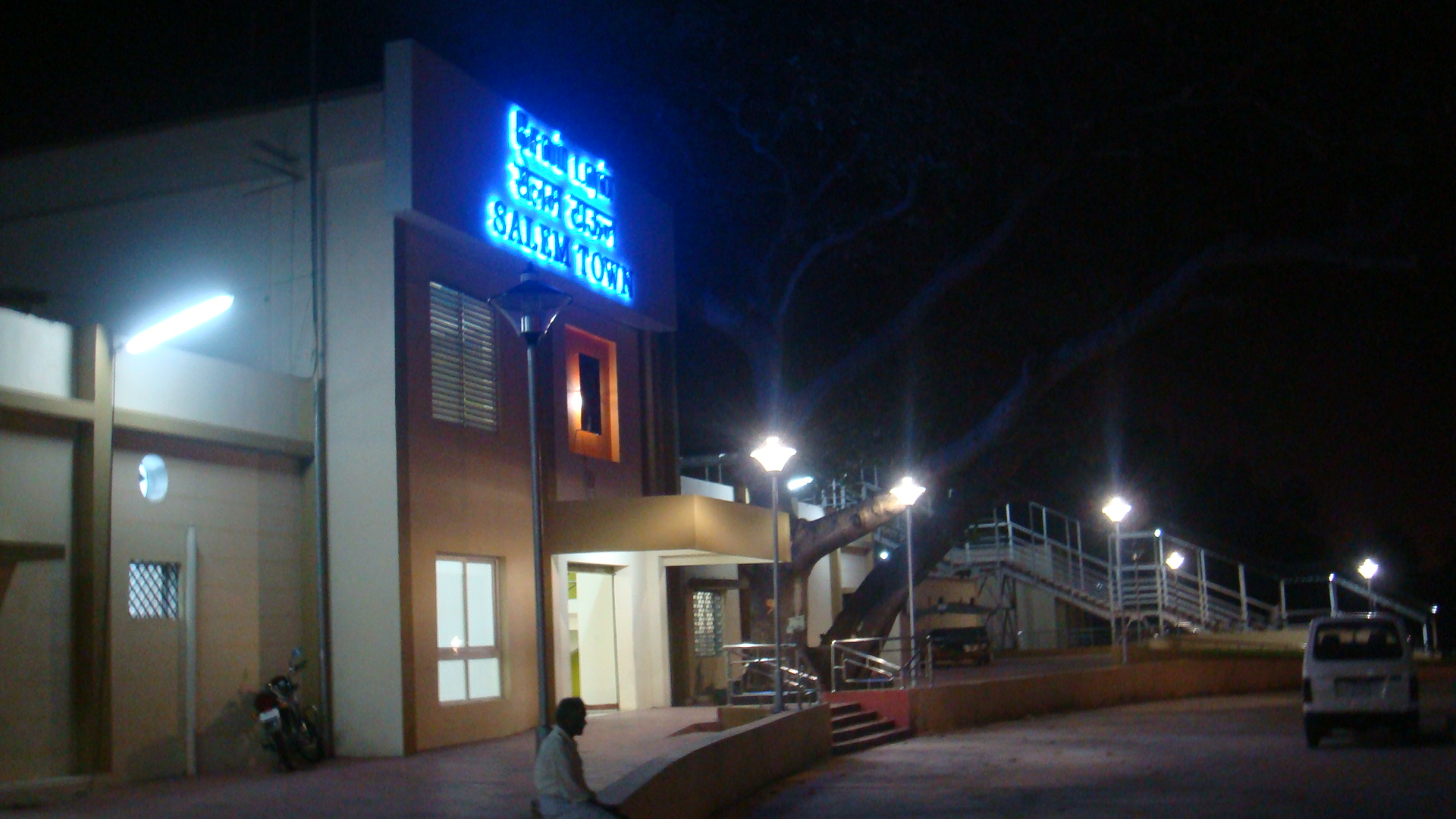
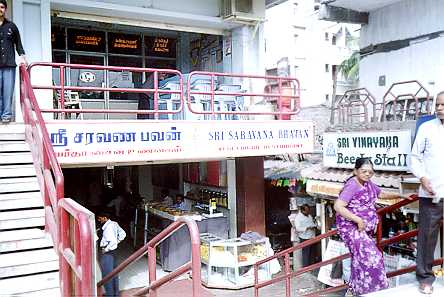
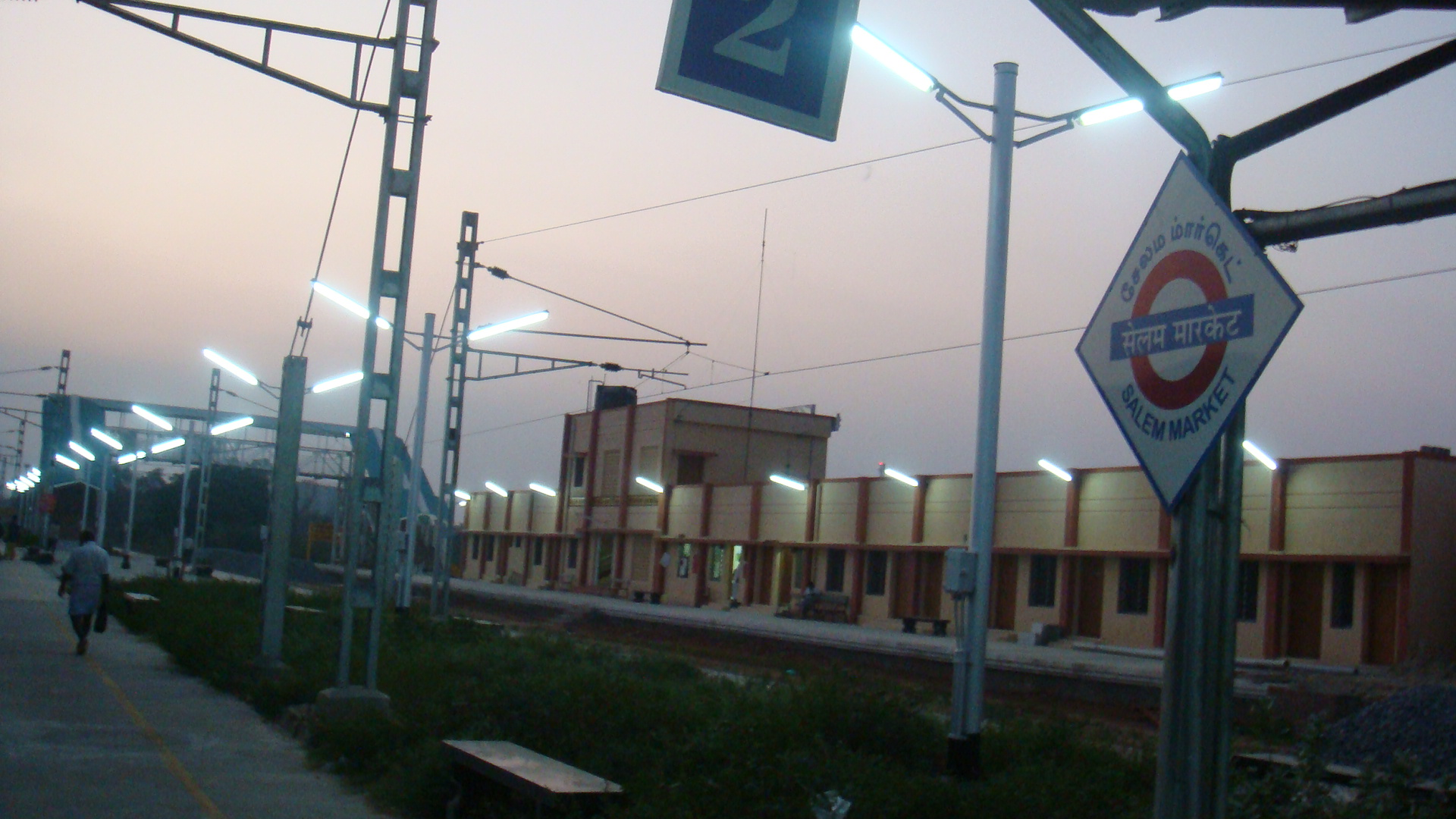
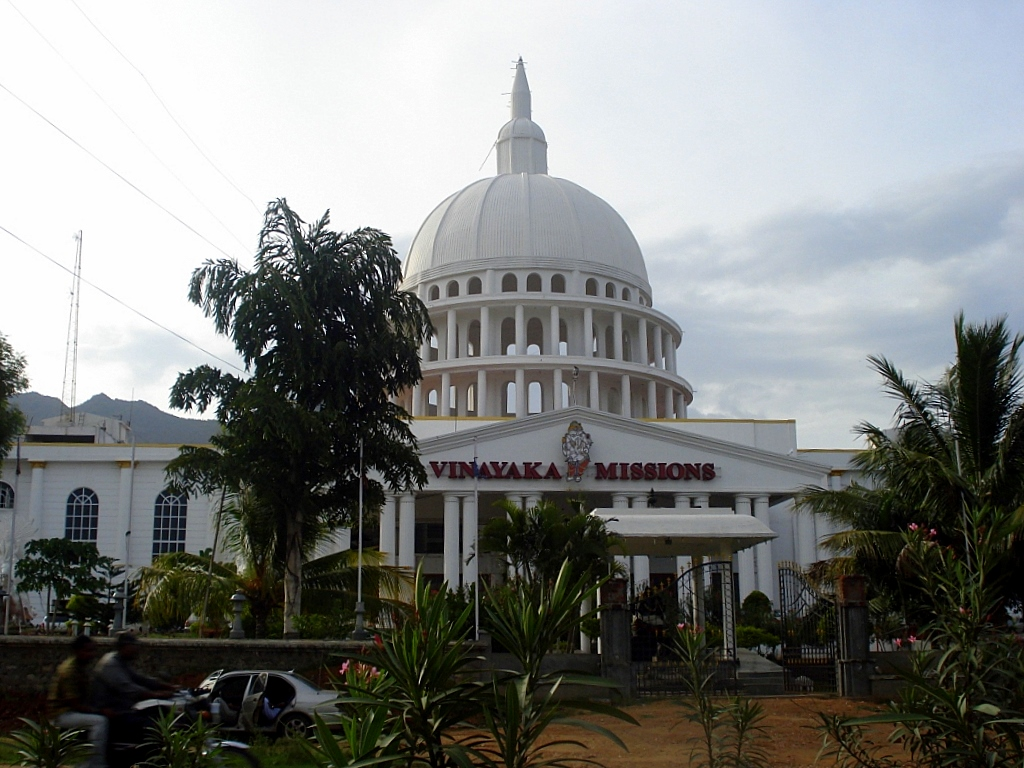
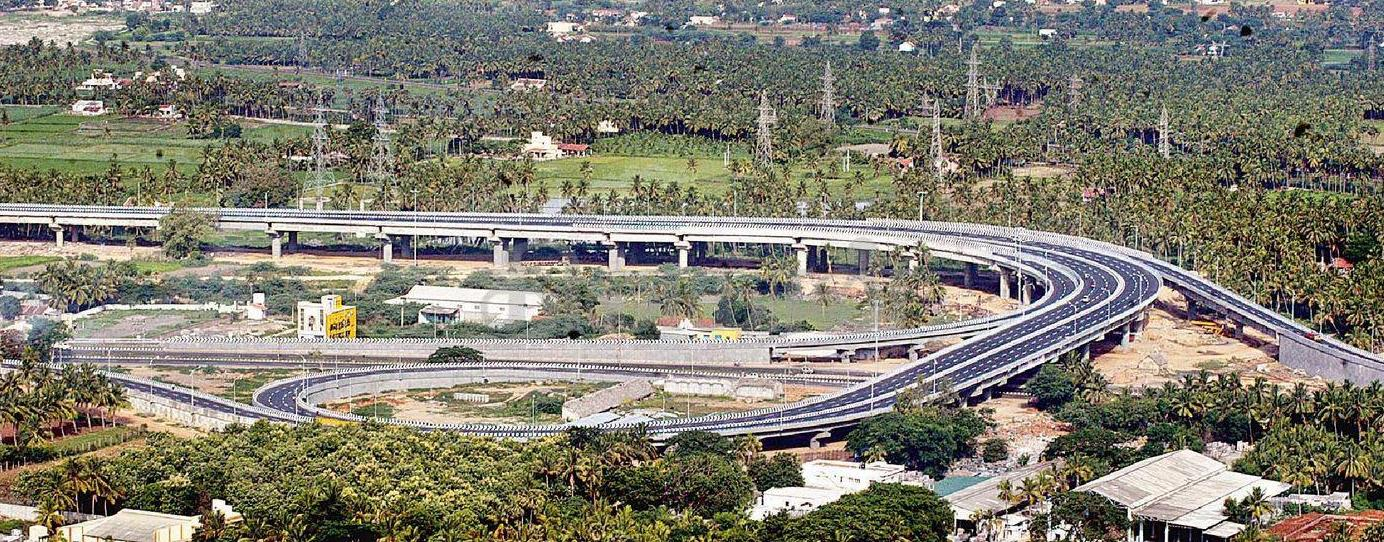